# Protochilus auropilosus
Protochilus auropilosus är en skalbaggsart som beskrevs av Ruter 1975. Protochilus auropilosus ingår i släktet Protochilus och familjen Cetoniidae. Inga underarter finns listade i Catalogue of Life.